# 9e cérémonie des Los Angeles Film Critics Association Awards
La 9e cérémonie des Los Angeles Film Critics Association Awards (LAFCA Awards), décernés par la Los Angeles Film Critics Association, a eu lieu le 17 décembre 1983, et a récompensé les films réalisés dans l'année. James L. Brooks remporte avec le film Tendres Passions (Terms of Endearment) cinq prix pour cinq nominations.

## Palmarès
Note : la LAFCA décerne deux prix dans chaque catégorie ; le premier prix est indiqué en gras.

### Meilleur film
- Tendres Passions (Terms of Endearment)
  - Tendre Bonheur (Tender Mercies)

### Meilleur réalisateur
- James L. Brooks pour Tendres Passions (Terms of Endearment)
  - Bruce Beresford  pour Tendre Bonheur (Tender Mercies)

### Meilleur acteur
- Robert Duvall pour son rôle dans Tendre Bonheur (Tender Mercies)
  - Tom Conti pour son rôle dans Reuben, Reuben, ou la vie d'artiste (Reuben, Reuben)

### Meilleure actrice
- Shirley MacLaine pour son rôle dans Tendres Passions (Terms of Endearment)
  - Jane Alexander pour son rôle dans Le Dernier Testament (Testament)

### Meilleur acteur dans un second rôle
- Jack Nicholson pour son rôle dans Tendres Passions (Terms of Endearment)
  - John Lithgow pour ses rôles dans Tendres Passions (Terms of Endearment) et La Quatrième Dimension (Twilight Zone: The Movie)

### Meilleure actrice dans un second rôle
- Linda Hunt pour son rôle dans L'Année de tous les dangers (The Year of Living Dangerously)
  - Cher pour son rôle de Sissy dans Le Mystère Silkwood (Silkwood)

### Meilleur scénario
- Tendres Passions (Terms of Endearment) – James L. Brooks
  - Les Copains d'abord (The Big Chill) – Lawrence Kasdan et Barbara Benedek

### Meilleure photographie
- Fanny et Alexandre (Fanny och Alexander) – Sven Nykvist
  - Un homme parmi les loups (Never Cry Wolf) – Hiro Narita

### Meilleure musique de film
- Koyaanisqatsi – Philip Glass
  - Reuben, Reuben, ou la vie d'artiste (Reuben, Reuben) – Billy Goldenberg

### Meilleur film en langue étrangère
- Fanny et Alexandre (Fanny och Alexander)  Suède  France  Allemagne de l'Ouest
  - La Nuit de San Lorenzo (La notte di San Lorenzo)  Italie

### New Generation Award
- Sean Penn pour son rôle dans Bad Boys

### Career Achievement Award
- Myrna Loy

### Experimental/Independent Film/Video Award
- Michael Snow – So Is This

### Prix spécial
- Pour les versions restaurés d'Une étoile est née (A Star is Born) et Le Guépard (Il Gattopardo).